# Cultura de Hassuna-Samarra

Localização aproximada das culturas Hassuna-Samarra e Halafe durante o "período 6"

A Cultura de Hassuna-Samarra foi uma cultura proto-histórica mesopotâmica compreendido entre cerca de 6500 e 5 500 a.C. Segundo a Escola de Lyon esta cultura situa-se dentro do "período 6" da história mesopotâmica, junto com a Cultura de Halafe.
As descobertas relativas a esta cultura devem-se ao sítio arqueológico de tel Hassuna, que lhe deu o nome. Este sítio está situado na Síria, próximo do rio Tigre. Destaca-se pelo estado avançado da sua cerâmica.